# Альбертон, Меер Иосифович
Ме́ер Ио́сифович Альберто́н (1900, Бершадь, Подольской губернии — 1947, Чкалов, ныне Оренбург) — еврейский советский писатель и драматург. Писал на идише.

## Биография
Сын раввина Иосифа Альбертона из Бершади. Выпускник Днепропетровского горного института (ныне Национальный горный университет (Украина)). Работал горным инженером.
В мае 1928 года отправился с первым эшелоном переселенцем на Дальний Восток, в Биробиджан.
В годы Великой Отечественной войны и после её окончании жил в Оренбурге, был корреспондентом Совинформбюро, публиковался в альманахе "Степные огни" и оренбургской печати.
Умер 20 ноября 1947 года.

## Творчество
Меер Альбертон — автор художественно-документальных книг, сборников рассказов, романов, книг репортажей. Основные темы произведений — самоотверженный труд шахтеров, история еврейских переселенцев на Дальнем Востоке СССР, освоении ими дальневосточных таёжных просторов, стремление еврейской местечковой молодёжи стать шахтёрами в Донбассе, события Второй мировой войны и Холокоста.
Дебютировал в 1927 рассказом «Федор Зубков». В конце 1920-х гг. — член Днепропетровской организации писателей.
Автор первого беллетристического произведения на идише на биробиджанскую тематику (книги путевых заметок «Биробиджан»), посвященного первым еврейским переселенцам. Первым ввёл в родную литературу производственную тематику.

## Избранная библиография
- «Шахтес» («Шахты», роман, 1927)
- «Биробиджан» (сборник путевых заметок, 1929)
- «Роман Цат» (пьеса, 1930)
- «Нит ойсгетрахт» («Без вымысла», сборник очерков, 1941)
- «Очерки» (1947)
- «Аф бейде брегес» («На двух берегах», роман, 1947, не окончен)

Произведения Альбертона выходили также в переводе на украинский язык.